# Contea di Howard (Indiana)
La contea di Howard (in inglese Howard County) è una contea dello Stato dell'Indiana, negli Stati Uniti. La popolazione al censimento del 2010 era di 82 752 abitanti. Il capoluogo di contea è Kokomo.